# Division I (Schach) 1977/78
Die Saison 1977/78 war die 9. Spielzeit der Allsvenskan im Schach.

## Termine
Die Wettkämpfe der Vorrunde fanden statt am 16. und 30. Oktober, 13. und 27. November 1977, 15. Januar, 5. und 26. Februar 1978.

## Division I Norra
In der Nord-Staffel dominierten der Wasa SK und der SK Rockaden Stockholm mit jeweils fünf Punkten Vorsprung auf den dritten Platz. Södra SS Stockholm belegte als Aufsteiger aus der Division II abgeschlagen den letzten Platz und stieg somit direkt wieder ab. Der Rest der Liga kämpfte gegen den Abstieg, das Nachsehen hatte am Ende der zweite Aufsteiger Schacksällskapet Luleå.

### Abschlusstabelle
| Pl. | Verein                     | Sp | G | U | V | MP   | Brett-P.  |
| --- | -------------------------- | -- | - | - | - | ---- | --------- |
| 01. | Wasa SK                    | 7  | 6 | 0 | 1 | 12:2 | 34,5:21,5 |
| 02. | SK Rockaden Stockholm (V)  | 7  | 6 | 0 | 1 | 12:2 | 33,0:23,0 |
| 03. | Upsala ASS                 | 7  | 3 | 1 | 3 | 7:7  | 29,0:27,0 |
| 04. | Akademiska SK Uppsala      | 7  | 3 | 1 | 3 | 7:7  | 29,0:27,0 |
| 05. | Solna Schacksällskap       | 7  | 3 | 0 | 4 | 6:8  | 28,5:27,5 |
| 06. | Hägersten SK               | 7  | 2 | 2 | 3 | 6:8  | 23,5:32,5 |
| 07. | Schacksällskapet Luleå (N) | 7  | 2 | 1 | 4 | 5:9  | 26,5:29,5 |
| 08. | Södra SS Stockholm (N)     | 7  | 0 | 1 | 6 | 1:13 | 20,0:36,0 |

### Entscheidungen
|     | Teilnehmer am Finalturnier: Wasa SK, SK Rockaden Stockholm               |
|     | Absteiger in die Division II: Schacksällskapet Luleå, Södra SS Stockholm |
| (V) | Staffelsieger der letzten Saison                                         |
| (N) | Aufsteiger der letzten Saison                                            |

## Division I Södra
In der Süd-Staffel sicherten sich der Vorjahresmeister Lunds ASK und SS Allians Skänninge die beiden Plätze im Finalturnier. Abgeschlagen den letzten Platz belegte der Aufsteiger aus der Division II Helsingborgs Schacksällskap, während der zweite Abstiegsplatz hart umkämpft war. Aufgrund der schlechteren Brettpunktausbeute hatte letztendlich die zweite Mannschaft des Lunds ASK das Nachsehen gegenüber dem Vorjahresaufsteiger Schacksällskapet Manhem und dem SK Kamraterna.

### Abschlusstabelle
| Pl. | Verein                          | Sp | G | U | V | MP   | Brett-P.  |
| --- | ------------------------------- | -- | - | - | - | ---- | --------- |
| 01. | Lunds ASK I. Mannschaft (M,V)   | 7  | 5 | 1 | 1 | 11:3 | 34,5:21,5 |
| 02. | SS Allians Skänninge            | 7  | 5 | 0 | 2 | 10:4 | 29,5:26,5 |
| 03. | Lundby Schacksällskap           | 7  | 4 | 0 | 3 | 8:6  | 29,0:27,0 |
| 04. | Limhamns SK                     | 7  | 3 | 1 | 3 | 7:7  | 28,5:27,5 |
| 05. | SK Kamraterna                   | 7  | 3 | 0 | 4 | 6:8  | 30,0:26,0 |
| 06. | Schacksällskapet Manhem (N)     | 7  | 3 | 0 | 4 | 6:8  | 27,0:29,0 |
| 07. | Lunds ASK II. Mannschaft        | 7  | 3 | 0 | 4 | 6:8  | 25,5:30,5 |
| 08. | Helsingborgs Schacksällskap (N) | 7  | 1 | 0 | 6 | 2:12 | 20,0:36,0 |

### Entscheidungen
|     | Teilnehmer am Finalturnier: Lunds ASK I. Mannschaft, SS Allians Skänninge           |
|     | Absteiger in die Division II: Lunds ASK II. Mannschaft, Helsingborgs Schacksällskap |
| (M) | Meister der letzten Saison                                                          |
| (V) | Staffelsieger der letzten Saison                                                    |
| (N) | Aufsteiger der letzten Saison                                                       |

## Finalturnier
Das Finalturnier fand in Jönköping statt. Der Titelverteidiger Lunds ASK startete zwar mit einer Niederlage gegen SS Allians Skänninge, zwei Siege gegen den SK Rockaden Stockholm und den Wasa SK reichten aber zur erfolgreichen Titelverteidigung mit einem ausgeglichenen Brettpunktekonto, da die beiden Stockholmer Vereine Skänninge besiegten und sich im direkten Vergleich unentschieden trennten.

### Abschlusstabelle
| Pl. | Verein                | Sp | G | U | V | MP  | Brett-P.  |
| --- | --------------------- | -- | - | - | - | --- | --------- |
| 01. | Lunds ASK (M)         | 3  | 2 | 0 | 1 | 4:2 | 12,0:12,0 |
| 02. | SK Rockaden Stockholm | 3  | 1 | 1 | 1 | 3:3 | 14,0:10,0 |
| 03. | Wasa SK               | 3  | 1 | 1 | 1 | 3:3 | 12,5:11,5 |
| 04. | SS Allians Skänninge  | 3  | 1 | 0 | 2 | 2:4 | 9,5:14,5  |

### Entscheidungen
|     | Schwedischer Mannschaftsmeister: Lunds ASK |
| (M) | Meister der letzten Saison                 |

### Kreuztabelle
| Ergebnisse | Ergebnisse            | 01. | 02. | 03. | 04. |
| ---------- | --------------------- | --- | --- | --- | --- |
| 01.        | Lunds ASK             |     | 4½  | 4½  | 3   |
| 02.        | SK Rockaden Stockholm | 3½  |     | 4   | 6½  |
| 03.        | Wasa SK               | 3½  | 4   |     | 5   |
| 04.        | SS Allians Skänninge  | 5   | 1½  | 3   |     |

## Die Meistermannschaft
| 1.            | Lunds ASK |
| Schachfiguren | Magnus Wahlbom, Kjell Krantz, Per-Inge Helmertz, Rolf Lekander, Anders Wirgren, Lars Grahn, Ulf Korman, Roland Thapper, Ulf Ekenberg, Arne Qwint. |